# Цифу
Цифу (кит. 乞伏) — древнее сяньбийское племя, основавшее государство Западная Цинь (385—431). Западная Цинь была одной из царств в составе конгломерата Шестнадцати варварских государств.

## Происхождение
Цифу представляли собой одно из монголоязычных племён группы дунху. В составе дунху исследователями были выделены следующие основные племена: ухуань, сяньби, цифу, туфа, шивэй, кумоси, кидань, туюйхунь и жуаньжуань.

## История

### Легенда о Хэгане
«В истории династии Цзинь» описана легенда о Хэгане, которая гласит: «В прошлом три кочевья — Жуфусы, Чулянь и Чилу — шли из земель к северу от пустыни [Гоби] на юг, к горам Да Иньшань. По дороге они встретили огромное, как холм, пресмыкающееся, похожее по виду на священную черепаху». Они закололи лошадь, принесли её в жертву пресмыкающемуся и, читая молитву, произнесли: «Если ты добрый дух, открой путь, а если злой, закрой дорогу и сделай ее непроходимой». Пресмыкающееся исчезло, а вместо него остался маленький мальчик.
Мальчика воспитал старик из кочевья Цифу, не имевший сыновей. Мальчику дали имя Хэгань, которое переводится как «опора». Хэгань отличался отвагой и смелостью, хорошо ездил верхом и стрелял из лука. Преклоняясь перед его мужеством и смелостью, четыре кочевья — Цифу, Жуфусы, Чулянь и Чилу — выдвинули Хэганя на пост общего правителя, назвав его Цифу кэхань тодо мохэ («чудесный отец цифуских каганов»).

### Западная Цинь
Основателем царства Западная Цинь был один из сяньбийских племенных вождей — Цифу Гожэнь. Цифу Гожэнь был выходцем из округа Лунси (юго-восточная часть современной провинции Ганьсу). Его родоначальник, происходивший из кочевья Жуфу, появился на юге из земель к северу от пустыни Гоби. Предок Гожэня в пятом поколении Юлинь присоединил к себе различные кочевья, в результате его собственное кочевье понемногу стало процветать.
Отец Гожэня, Сыфань, носил титул южного шаньюя и звание военачальника — правителя запада (чжэньси цзящзюнь). Он правил землями в местности Юншичуань, которые ему были предоставлены Фу Цзянем, императором Ранней Цинь. При императоре Тай-цзу Гожэнь сам объявил себя великим главноуправляющим, великим военачальником, великим шаньюем, правителем областей Циньчжоу и Хэчжоу и установил для своей эры правления наименование Цзянь-и.
После смерти Гожэня править стал его младший брат Ганьгуй, правитель земель к югу от Хуанхэ. Ганьгуй был убит во время охоты Гунфу, сыном его старшего брата.
Сын Ганьгуя, Чипань, убил Гунфу и занял престол, сменив отца. Чипань присоединил земли Южной Лян после победы над Туфа Нутанем в 414 году.
После смерти Чипаня власть перешла к его сыну Мумо, носившему прозвище Аньшиба. Мумо проводил жестокую политику и пользовался суровыми наказаниями, из-за чего среди сановников как при дворе, так и вне его, на местах, произошел раскол, во многих кочевьях поднимали бунты. При правлении Мумо земли Западной Цинь были завоеваны царством Ся.